# Аппер-Сандаскі (Огайо)
Аппер-Сандаскі (англ. Upper Sandusky) — місто (англ. city) в США, в окрузі Ваяндот штату Огайо. Населення — 6698 осіб (2020).

## Географія
Аппер-Сандаскі розташований за координатами 40°49′50″ пн. ш. 83°16′15″ зх. д. / 40.83056° пн. ш. 83.27083° зх. д. (40.830645, -83.270772).  За даними Бюро перепису населення США в 2010 році місто мало площу 18,63 км², з яких 18,16 км² — суходіл та 0,48 км² — водойми.

## Демографія
Згідно з переписом 2010 року, у місті мешкало 6596 осіб у 2882 домогосподарствах у складі 1724 родин. Густота населення становила 354 особи/км².  Було 3180 помешкань (171/км²).
Расовий склад населення:
| - 95,0 % — білих - 0,8 % — азіатів - 0,3 % — чорних або афроамериканців - 0,2 % — корінних американців - 2,6 % — осіб інших рас |

До двох чи більше рас належало 1,2 %. Частка іспаномовних становила 4,3 % від усіх жителів.
За віковим діапазоном населення розподілялося таким чином: 22,7 % — особи молодші 18 років, 57,0 % — особи у віці 18—64 років, 20,3 % — особи у віці 65 років та старші. Медіана віку мешканця становила 41,0 року. На 100 осіб жіночої статі у місті припадало 88,2 чоловіків;  на 100 жінок у віці від 18 років та старших — 83,8 чоловіків також старших 18 років.
Середній дохід на одне домашнє господарство  становив 45 832 долари США (медіана — 35 941), а середній дохід на одну сім'ю — 56 865 доларів (медіана — 49 700). Медіана доходів становила 35 588 доларів для чоловіків та 33 886 доларів для жінок. За межею бідності перебувало 19,5 % осіб, у тому числі 24,9 % дітей у віці до 18 років та 11,0 % осіб у віці 65 років та старших.
Цивільне працевлаштоване населення становило 3267 осіб. Основні галузі зайнятості: виробництво — 22,3 %, освіта, охорона здоров'я та соціальна допомога — 19,7 %, мистецтво, розваги та відпочинок — 9,7 %, роздрібна торгівля — 8,1 %.